# Transfert de testostérone prénatale
 (décembre 2016).
Si vous disposez d'ouvrages ou d'articles de référence ou si vous connaissez des sites web de qualité traitant du thème abordé ici, merci de compléter l'article en donnant les références utiles à sa vérifiabilité et en les liant à la section « Notes et références ».
En pratique : Quelles sources sont attendues ? Comment ajouter mes sources ?
Le transfert de testostérone prénatale (aussi connu comme le transfert d'androgène prénatal ou le transfert d'hormone prénatale) désigne le phénomène par lequel la testostérone synthétisée (par le développement d'un fœtus mâle proche) se transfère vers un ou plusieurs autres fœtus dans l'utérus, et influence leur développement. Cela se traduit généralement par la masculinisation partielle des aspects comportementaux, cognitifs et morphologiques des femelles, bien que certaines études aient montré que le transfert de testostérone peut entraîner une exagération de la masculinisation chez les mâles. Il y a de solides preuves soutenant la survenance le phénomène du transfert de testostérone prénatale chez les rongeurs et autres espèces engendrant des portées, comme les porcs. Quand il s'agit de l'humain, les études comparant les jumeaux dizygotes de sexe opposé et de même sexe suggèrent que le phénomène peut se produire, même si les résultats de ces études sont souvent contradictoires,.

## Mécanismes de transfert
La testostérone est une hormone stéroïde, par conséquent, elle peut se diffuser dans le liquide amniotique autour du fœtus. En outre, les hormones peuvent se transférer vers le fœtus, par la circulation sanguine de la mère.

## Conséquences du transfert de testostérone
Au cours du développement prénatal, l'exposition à la testostérone est directement responsable de la masculinisation des organes génitaux et des structures cérébrales. Cette exposition conduit à une augmentation des comportements masculins stéréotypés. Lorsque les femelles étaient exposées à des niveaux élevés de testostérone par transfert, une variété de traits masculinisés ont été signalés, notamment le comportement sexuel, les jeux typiques associés à un sexe plutôt qu'à un autre et l'habileté spatiale.

## Études animales
La plupart des études sur l'animal sont effectuées sur des rats ou des souris. Dans ces études, la quantité de testostérone de chaque fœtus est exposée aux dépens de sa position intra-utérine (PIU). Chaque fœtus en gestation, tout en n'étant pas à chaque extrémité de la corne utérine, est entouré soit par deux mâles (2M), soit par deux femelles (0M), soit par une femelle et un mâle (1M). Le développement du fœtus varie largement en fonction de ses PIU.

### Souris
Chez la souris, le transfert de testostérone prénatale entraîne de plus fortes concentrations sanguines de testostérone chez les femelles 2M, comparativement aux femelles 1M ou 0M. Cela a de nombreuses conséquences sur le comportement, la physiologie et la morphologie de la femelle par la suite. 
Voici un tableau des comparaisons physiologiques, morphologiques, et des différences de comportement de souris femelles 0M et 2M.
|              | Souris femelle 0M                             | Souris femelle 2M                            |
| ------------ | --------------------------------------------- | -------------------------------------------- |
| Physiologie  | Bas niveaux de testostérone fœtale            | Hauts niveaux de testostérone fœtale         |
|              | Ouverture vaginale antérieure                 | Ouverture vaginale postérieure               |
|              | Moins d'enfants de sexe masculin              | Plus d'enfants de sexe masculin              |
|              | Accouplée et fécondée rapidement              | Accouplée et fécondée plus tardivement       |
|              | Moins sensible à la testostérone              | Plus sensible à la testostérone              |
| Morphologie  | Plus courte distance ano-génitale             | Plus grande distance ano-génitale            |
| Comportement | Moins susceptible de monter d'autres femelles | Plus susceptible de monter d'autres femelles |
|              | Moins agressive                               | Plus agressive                               |

## Études sur l'humain
Les études chez les humains comparent souvent les jumeaux dizygotes de sexe opposé ou de même sexe. Les femmes des paires de jumeaux de sexe opposé ont des traits partiellement masculinisés comme conséquence de la gestation avec un homme. Ces études testent les traits cognitifs, morphologiques, physiologiques et comportementaux masculinisés. Les études testant des différences de comportement (c'est-à-dire le tempérament) ont tendance à produire des résultats incohérents, tandis que celles relatives à la perception et à la cognition sont généralement plus cohérentes. Bien que les pièces justificatives existent, le fait que le transfert de testostérone prénatale se produit ou non chez l'homme reste discutable.
Voici la liste des différents types de tests utilisés chez les jumeaux de sexe opposé et de même sexe, pour déterminer si le transfert de testostérone prénatale se produit chez les humains.

### Tests de comportement
- Recherche de sensations[23]
- Tempérament[4]
- Agressivité[4]
- Préférence de jouet[24]

### Tests de perception et de cognition
- Système de fonctionnement auditif : évaluation des otoémissions acoustiques[25],[26].
- Vocabulaire expressif[27],[28].
- Cognition visio-spatiale : évaluation de la capacité de rotation mentale[29],[30].

### Tests de physiologie et de morphologie
- 2e à 4e ratio digital[31],[32].
- Taille de dent[33].
- Préférence manuelle[34],[35],[36].
- Latéralisation de la fonction langagière : évaluation d'un test d'écoute dichotique[37].